# هانز ادموند نيكولا برجيف
هانز ادموند نيكولا برجيف (بالألمانية: Hans Burgeff)‏ (و. 1883 – 1976 م) هو عالم نبات، وعالم حشرات، وأستاذ جامعي، واخصائي فطريات من ألمانيا .
وهو عضو في الأكاديمية الألمانية للعلوم ليوبولدينا .

## مناصب وهيئات
أدار جامعة فورتسبورغ.

## جوائز
حصل على جوائز منها:
- وسام الاستحقاق البافاري.